# Alt Urgell

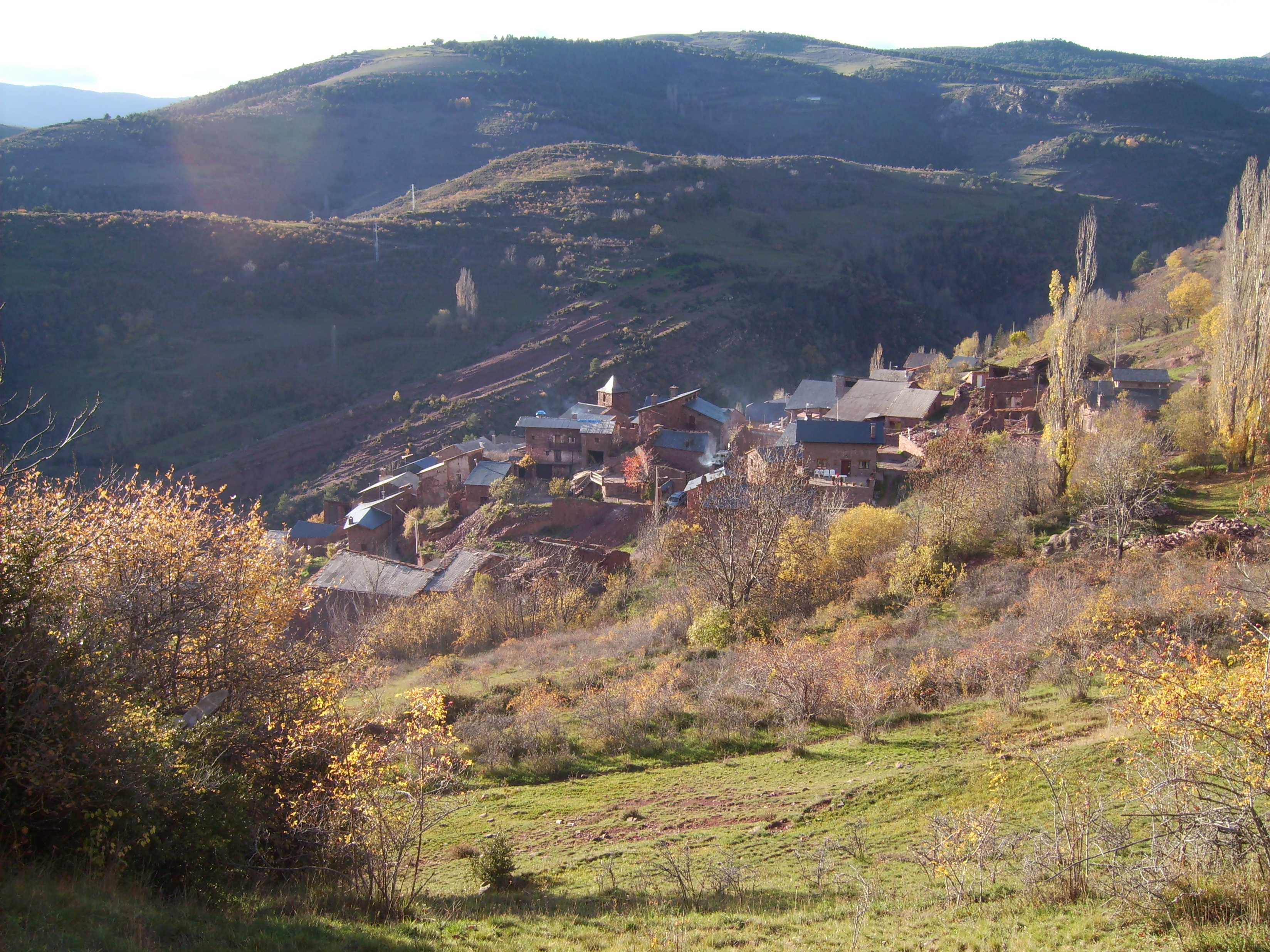
Utsikt över Guils del Cantó i grevskapet Alt Urgell.

Alt Urgell är ett grevskap, comarca, i norra Katalonien, i Spanien. Huvudstaden heter La Seu d'Urgell, med 12468 innevånare 2013.

## Kommuner
Alt Urgell är uppdelat i 19 kommuner, municipis.
- Alàs i Cerc
- Arsèguel
- Bassella
- Cabó
- Cava
- Coll de Nargó
- Estamariu
- Fígols i Alinyà
- Josa i Tuixén
- Montferrer i Castellbò
- Oliana
- Organyà
- Peramola
- El Pont de Bar
- Ribera d'Urgellet
- La Seu d'Urgell
- Les Valls d'Aguilar
- Les Valls de Valira
- La Vansa i Fórnols